# Takashima (Okayama)
Takashima (japanisch 高島) ist eine Insel in der japanischen Seto-Inlandsee. Sie ist Teil der  Kasaoka-Inseln (笠岡諸島) und gehört zum Verwaltungsgebiet der Stadt Kasaoka innerhalb der Präfektur Okayama.

## Geographie
Die Fläche der Insel beträgt 1,05 km² bei einem Umfang von 5,9 km. Der höchste Punkt liegt auf 76,7 m auf dem Kamiura-yama (上浦山) im Osten der Insel. Die nächstgelegenen Inseln sind die kleinen, unbewohnten Inseln Myōjishima (明地島) im Nordwesten, Sasudeshima (差出島) im Norden und Kotakashima (小高島) im Süden.

## Kultur und Tourismus
Die Insel selbst ist seit 7. November 1944 als Landschaftlich schöner Ort ausgewiesen. Sie liegt innerhalb des Setonaikai-Nationalparks.
Im Nordosten von Takashima befindet sich ein Museum für Lokalgeschichte (高島歴史資料館おきよ館). Obwohl dieses eine von Einzelpersonen zusammengetragene Sammlung hat, gibt es zahlreiche Ausstellungsstücke. Darunter sind archäologische Fundstücke der Insel aus der Jōmon-Zeit, der Yayoi-Zeit, der Kofun-Zeit und dem japanischen Mittelalter sowie verschiedene Werkzeuge, die bis in die frühe Shōwa-Zeit Verwendung fanden.

## Verkehr
Die Insel ist über Fährverbindungen erreichbar. Der Takashima-Hafen befindet sich im Nordwesten der Insel. Von dort bestehen Verbindungen nach Kōnoshimasotoura (神島外浦) auf Honshū an den Präfekturstraßen 195 und 433, sowie zu den südlich bzw. südwestlich gelegenen Inseln Shiraishi-jima (白石島) und Ōbishima (大飛島).